# Diocesi di Dices
La diocesi di Dices (in latino Dioecesis Dicensis) è una sede soppressa e sede titolare della Chiesa cattolica.

## Storia
Dices, forse identificabile con Henchir-Sidi-Salah, Sadic nell'odierna Tunisia, è un'antica sede episcopale della provincia romana di Bizacena.
Sono due i vescovi documentati di Dices. Il cattolico Massimino intervenne alla conferenza di Cartagine del 411, che vide riuniti assieme i vescovi cattolici e donatisti dell'Africa romana; in quell'occasione la sede non aveva vescovi donatisti. Candido partecipò al concilio antimonotelita di Cartagine del 641.
Dal 1933 Dices è annoverata tra le sedi vescovili titolari della Chiesa cattolica; dal 17 novembre 2012 il vescovo titolare è Henryk Ciereszko, vescovo ausiliare di Białystok.

## Cronotassi

### Vescovi
- Massimino † (menzionato nel 411)
- Candido † (menzionato nel 641)

### Vescovi titolari
- Georges-Henri Guibert, C.S.Sp. † (15 dicembre 1949 - 7 novembre 1960 nominato vescovo di Saint-Denis-de-La Réunion)
- Fortunato Antonio Rossi † (24 luglio 1961 - 12 agosto 1963 nominato vescovo di Venado Tuerto)
- Bolesław Łukasz Taborski † (31 ottobre 1963 - 18 novembre 2004 deceduto)
- Ryszard Kasyna (24 gennaio 2005 - 27 ottobre 2012 nominato vescovo di Pelplin)
- Henryk Ciereszko, dal 17 novembre 2012